# Trà Sơn, Trà Bồng
Trà Sơn là một xã thuộc huyện Trà Bồng, tỉnh Quảng Ngãi, Việt Nam.
Xã Trà Sơn có diện tích 56,87 km², dân số năm 1999 là 3764 người, mật độ dân số đạt 66 người/km².